# Aspisoma trilineata
Aspisoma trilineata är en skalbaggsart som först beskrevs av Thomas Say 1835.  Aspisoma trilineata ingår i släktet Aspisoma och familjen lysmaskar. Inga underarter finns listade i Catalogue of Life.